# Мугаммад Аслам (хокеїст на траві)
Мугаммад Аслам (1910 — ) — індійський хокеїст на траві.
Олімпійський чемпіон 1932 року.